# Hayesia griseola
Hayesia griseola är en fjärilsart som beskrevs av George Francis Hampson 1918. Hayesia griseola ingår i släktet Hayesia och familjen trågspinnare. Inga underarter finns listade i Catalogue of Life.